# 경수진
경수진(1987년 12월 5일 ~ )은 대한민국의 배우이다.

## 출연 작품

### 드라마
- 2011년 SBS 주말 특별기획 드라마 《신기생뎐》 ... 황예린 역
- 2012년 KBS2 수목 특별기획 드라마 《적도의 남자》 ... 어린 한지원 역 ( 이보영 아역 )
- 2012년 KBS2 드라마스페셜 《스틸사진》 ... 어린 서은수 역 ( 문정희 아역 )
- 2012년 MBC 월화 특별기획 드라마 《마의》 ... 민회빈 강씨 역 (특별출연)
- 2012년 MBC 추석특집극 《못난이 송편》 ... 오아영 역
- 2013년 SBS 드라마스페셜 《그 겨울, 바람이 분다》 ... 문희주 역 (특별출연)
- 2013년 KBS2 월화드라마 《상어》 ... 조해우 역 ( 손예진 아역 )
- 2013년 KBS2 TV소설 《은희》 ... 김은희 역
- 2014년 JTBC 월화드라마 《밀회》 ... 박다미 역
- 2014년 tvN 금토드라마 《아홉수 소년》 ... 마세영 역
- 2015년 KBS2 주말 연속극 《파랑새의 집》 ... 강영주 역
- 2015년 SBS 2부작 단막극 《나의 판타스틱한 장례식》 ... 장미수 역
- 2016년 tvN 금토드라마 《안투라지》 ... 승유 역 (특별출연)
- 2016년 MBC 수목드라마 《역도요정 김복주》 ... 송시호 역
- 2017년 KBS2 5부작드라마 《2TV 스낵》 ... 경수진 과장(본인) 역
- 2017년 OCN 10부작 웹드라마 《멜로홀릭》 ... 한예리 / 한주리 역
- 2017년 JTBC 금토드라마 《언터처블》 ... 윤정혜 역 (특별출연)
- 2019년 tvN 드라마 스테이지 《개같다 거지같다 아름답다》 ... 유림 역
- 2019년 TV조선 주말드라마 《조선생존기》 ... 이혜진 역
- 2020년 OCN 토일드라마 《트레인》 ... 한서경 역
- 2020년 JTBC 금토드라마 《허쉬》 ... 오수연 (1 ~ 2회 특별출연)
- 2021년 tvN 수목드라마 《마우스》 ... 최홍주 / 박현수 역
- 2022년 Disney+ 오리지널 드라마 《형사록》 … 이성아 역
- 2023년 Disney+ 오리지널 드라마 《형사록 시즌2》 … 이성아 역
- 2025년 MBC 금토드라마 《노무사 노무진》 … 나미주 역

### 영화
- 2013년 영화 《남자사용설명서》 ... 김미라 역
- 2013년 영화 《홀리》 ... 캐시 역
- 2014년 영화 《소녀괴담》 ... 반전 녀 역 (특별출연)
- 2016년 영화 《무서운 이야기 3: 화성에서 온 소녀》 ... 수진 역
- 2017년 영화 《임금님의 사건수첩》 ... 선화 역
- 2018년 영화 《사라진 밤》 ... 지영 역 (특별출연)
- 2018년 영화 《출국》 ... 성인 혜원 역 (특별출연)
- 2025년 영화 《백수아파트》 ... 거울 역
- 2025년 영화 《거룩한 밤: 데몬 헌터스》 ... 정원 역

### 예능
| 연도 | 방송사 | 제목                 | 역할          | 날짜            | 비고   |
| ---- | ------ | -------------------- | ------------- | --------------- | ------ |
| 2013 | TvN    | 백지연의 피플 INSIDE | 게스트        | 07. 16.         | 371회  |
| 2014 | SBS    | 런닝맨               | 게스트        | 12. 07.         | 224회  |
| 2016 | SBS    | 런닝맨               | 게스트        | 05. 15.         | 229회  |
| 2017 | SBS    | 런닝맨               | 게스트        | 12. 10.         | 380회  |
| 2017 | SBS    | 주먹쥐고 뱃고동      | 고정출연      | 04.15. ~08. 12. | 1~18회 |
| 2019 | MBC    | 나 혼자 산다         | 무지개 라이브 | 11. 01.         | 318회  |
| 2019 | MBC    | 나 혼자 산다         | 무지개 라이브 | 11. 22.         | 321회  |
| 2019 | MBC    | 나 혼자 산다         | 무지개 라이브 | 12. 20.         | 325회  |
| 2019 | MBC    | 나 혼자 산다         | 무지개 라이브 | 12. 27.         | 326회  |
| 2020 | MBC    | 나 혼자 산다         | 무지개 라이브 | 03. 06.         | 336회  |
| 2020 | MBC    | 나 혼자 산다         | 무지개 라이브 | 04. 17.         | 342회  |
| 2020 | MBC    | 나 혼자 산다         | 무지개 라이브 | 10. 30.         | 369회  |
| 2021 | MBC    | 나 혼자 산다         | 무지개 라이브 | 06. 25.         | 402회  |
| 2021 | MBC    | 나 혼자 산다         | 무지개 라이브 | 12.17.          | 426회  |
| 2022 | MBC    | 나 혼자 산다         | 무지개 라이브 | 02.18.          | 434회  |
| 2022 | MBC    | 나 혼자 산다         | 무지개 라이브 | 04.15.          | 441회  |
| 2025 | 유튜브 | 감별사               | 게스트        | 04.30.          | 3회    |

### M/V
| 연도 | 가수               | 제목                                         |
| ---- | ------------------ | -------------------------------------------- |
| 2013 | 홍대광             | 〈멀어진다〉                                 |
| 2013 | 브라운 아이드 소울 | 〈너를〉                                     |
| 2014 | 버즈               | 〈나무〉                                     |
| 2017 | 젝스키스           | 〈아프지 마요〉                              |
| 2019 | 백지영             | <다시는 사랑하지 않고, 이별에 아파하기 싫어> |
| 2021 | 임창정             | <별거 없던 그 하루로>                        |

## 수상 및 후보
| 연도 | 시상식                      | 부문                           | 작품            | 결과 |
| ---- | --------------------------- | ------------------------------ | --------------- | ---- |
| 2013 | KBS 연기대상                | 여자 신인연기상                | 상어, 은희      | 수상 |
| 2014 | 제50회 백상예술대상         | TV부문 여자 신인연기상         | 은희            | 후보 |
| 2014 | 제22회 대한민국문화연예대상 | 드라마부문 여자 신인상         | 아홉수 소년     | 수상 |
| 2016 | MBC 연기대상                | 미니시리즈부문 여자 우수연기상 | 역도요정 김복주 | 후보 |
| 2018 | 제13회 숨피 어워즈          | 브레이크아웃 배우상            | 멜로홀릭        | 후보 |
| 2018 | 제13회 숨피 어워즈          | 베스트 키스상 (with 유노윤호)  | 멜로홀릭        | 후보 |